# Katoličko bogoslovno sjemenište "Augustinianum" u Subotici
Katoličko bogoslovno sjemenište "Augustinianum" je rimokatoličko bogoslovno sjemenište u Subotici. 
Svetac zaštitnik ovog sjemeništa je sveti Augustin.

## Povijest
Osnovano je dekretom biskupa Ivana Penzeša 17. prosinca 2004. u Subotici.
Namjena je da ovo sjemenište bude mjestom gdje će se duhovno formirati budući svećenici Subotičke biskupije, no otvoreno je i za potrebe drugih biskupija.
Temeljni kamen je blagoslovljen na Bunarićkom proštenju 27. kolovoza 2006., a sutradan na dan sv. Augustina je počela izgradnja.
Jedan od najznačajnijih podupiratelja izgradnje ovog sjemeništa je rimokatolička fondacija Renovabis.